# The Monster Show
The Monster Show — первый сборник 2005 года группы Lordi. Этот альбом был составлен из песен альбомов Get Heavy и The Monsterican Dream специально для продаж в Великобритании. Кроме музыкальных записей (только звук) он включает в себя DVD-диск с тремя видеоклипами.

## Список композиций
Музыкальные композиции:
1. «Threatrical Trailer»
2. «Bring It On»
3. «Blood Red Sandman»
4. «My Heaven Is Your Hell»
5. «Would You Love a Monsterman?»
6. «Devil Is a Loser»
7. «Icon of Dominance»
8. «The Children of the Night»
9. «Shotgun Divorce»
10. «Forsaken Fashion Dolls»
11. «Wake the Snake»
12. «Rock the Hell Outta You»

Видеоклипы:
1. «Blood Red Sandman»
2. «Devil Is a Loser»
3. «Would You Love a Monsterman?»

## Сингл
1. Blood Red Sandman